# Sommerfeltia
Sommerfeltia es un género de plantas con flores perteneciente a la familia de las asteráceas. Comprende 3 especies descritas y de estas, solo 2 aceptadas. Es originario de Sudamérica.

## Taxonomía
El género fue descrito por Christian Friedrich Lessing y publicado en Synopsis Generum Compositarum 189. 1832. La especie tipo es: Sommerfeltia spinulosa (Spreng.) Less.		

## Especies
A continuación se brinda un listado de las especies del género Sommerfeltia aceptadas hasta junio de 2011, ordenadas alfabéticamente. Para cada una se indica el nombre binomial seguido del autor, abreviado según las convenciones y usos.
- Sommerfeltia cabrerae Chebat.
- Sommerfeltia spinulosa (Spreng.) Less.